# Hilfsmittelverzeichnis der gesetzlichen Krankenversicherung
Das Hilfsmittelverzeichnis der gesetzlichen Krankenversicherung in Deutschland enthält eine Auflistung derjenigen Hilfsmittel, deren Kosten nach der Hilfsmittel-Richtlinie des Gemeinsamen Bundesausschusses von der deutschen gesetzlichen Krankenversicherung übernommen werden müssen.

## Grundlage
Es soll eine umfassende Produkttransparenz für Versicherte, Leistungserbringer, Vertragsärzte und Krankenkassen schaffen. Es umfasst alle Hilfsmittel (Technische Hilfen), die aufgrund ihrer Funktionstauglichkeit und ihres medizinischen Nutzens verordnungsfähig sind, einschließlich ihrer Qualitätsstandards, Beschreibungen und Indikationen, bei denen sie, im Sinne der GKV, eingesetzt werden können.
Das Hilfsmittelverzeichnis enthält neben den Hilfsmitteln (Rehabilitation) auch eine Auflistung der Pflegehilfsmittel gemäß der gesetzlichen Pflegeversicherung.
Das Verzeichnis wird vom Spitzenverband Bund der Krankenkassen erstellt und kontinuierlich dem medizinisch-technischen Fortschritt angepasst. Im Februar 2019 meldet der GKV Spitzenverband: „Das Hilfsmittelverzeichnis umfasst ca. 32.500 Produkte in ca. 2.600 Produktarten.“
Neue Produkte werden aufgenommen, nachdem der Medizinische Dienst des Spitzenverbandes Bund der Krankenkassen e. V. (MDS) die Voraussetzungen geprüft hat.
Grundlage des Hilfsmittelverzeichnisses ist der § 139 des SGB V, der mit der Erstellung des Verzeichnisses umgesetzt wird.

## Rechtscharakter und Bindungswirkung
Mit der Erstellung des Hilfsmittelverzeichnisses war von Seiten der Krankenkassen beabsichtigt, eine exklusive „Positivliste“ derjenigen Hilfsmittel zu erstellen, für die eine Leistungspflicht der Krankenkassen bestehe. Nicht gelistete Produkte sollten dabei von der Leistungspflicht ausgenommen sein, unabhängig davon ob sie den Qualitätskriterien des Verzeichnisses entsprächen.
Diese Rechtsauffassung und die entsprechende Praxis der Krankenkassen, die Kostenübernahme für ein Hilfsmittel nur dann zu bewilligen, wenn es im Hilfsmittelverzeichnis aufgeführt ist, widerspricht der ständigen Rechtsprechung des Bundessozialgerichts (BSG):
„Danach haben die Spitzenverbände der Krankenkassen keine gesetzliche Ermächtigung erhalten, durch das Hilfsmittelverzeichnis ihre Leistungspflicht gegenüber den Versicherten im Sinne einer "Positivliste" abschließend festzulegen. Die Hilfsmittelrichtlinien des Bundesausschusses der Ärzte und Krankenkassen vom 17. Juni 1992 (BAnz Beilage Nr 183b) in der Fassung der Bekanntmachung vom 19. Oktober 2004 (BAnz 2005 Nr 2 S 89), die unter Nr 8 dem Vertragsarzt nach wie vor verbieten, Hilfsmittel zu Lasten der Krankenkassen zu verordnen, sofern sie nicht im Hilfsmittelverzeichnis der Spitzenverbände der Krankenkassen aufgeführt sind, widersprechen der Gesetzeslage, worauf das BSG ebenfalls wiederholt hingewiesen hat.“
Erfülle ein Hilfsmittel die Kriterien, dem allgemein anerkannten Stand der medizinischen Erkenntnisse zu entsprechen, sowie notwendig, ausreichend, zweckmäßig und wirtschaftlich zu sein, so könne es gewährt werden, auch wenn es nicht im Hilfsmittelverzeichnis aufgeführt sei. Eine normative Wirkung komme dem Hilfsmittelverzeichnis als einer bloßen Verwaltungsvorschrift zu einer gesetzlichen Anspruchsnorm nicht zu.  Das Hilfsmittelverzeichnis solle folglich relevante Informationen zu Hilfsmitteln listenmäßig zusammenfassen und einen für Vergleichszwecke geeigneten Überblick geben.

## Weitere Rechtsvorschriften
Im Zusammenhang mit der Erstellung des Hilfsmittelverzeichnisses im SGB V sind von Bedeutung
- § 33 Hilfsmittel
- § 34 ausgeschlossene Arznei-, Heil- und Hilfsmittel
- § 126 Versorgung durch Vertragspartner
- § 127 Verträge
- § 213 Beschlussfassung durch die Spitzenverbände der Krankenkassen und
- § 302 Abrechnung der sonstigen Leistungserbringer.

## Leistungs-Übersicht
Im Hilfsmittelverzeichnis der GKV werden folgende (Produkt-)Gruppen von Hilfsmitteln gelistet:
01 Absauggeräte
02 Adaptionshilfen
03 Applikationshilfen
04 Badehilfen
05 Bandagen
06 Bestrahlungsgeräte
07 Blindenhilfsmittel
08 Einlagen
09 Elektrostimulationsgeräte
10 Gehhilfen
11 Hilfsmittel gegen Dekubitus
12 Hilfsmittel bei Tracheostoma
13 Hörhilfen
14 Inhalations- und Atemtherapiegeräte
15 Inkontinenzhilfen
16 Kommunikationshilfen
17 Hilfsmittel zur Kompressionstherapie
18 Kranken- / Behindertenfahrzeug
19 Krankenpflegeartikel
20 Lagerungshilfen
21 Messgeräte für Körperzustände/-funktionen
22 Mobilitätshilfen
23 Orthesen / Schienen
24 Prothesen
25 Sehhilfen
26 Sitzhilfen
27 Sprechhilfen
28 Stehhilfen
29 Stomaartikel
31 Schuhe
32 Therapeutische Bewegungsgeräte
33 Toilettenhilfen
34 Haarersatz
35 Epithesen
36 Augenprothesen
37 Brustprothesen
50 Pflegehilfsmittel zur Erleichterung der Pflege
51 Pflegehilfsmittel zur Körperpflege/Hygiene
52 Pflegehilfsmittel zur selbständigeren Lebensführung/Mobilität
53 Pflegehilfsmittel zur Linderung von Beschwerden
54 Zum Verbrauch bestimmte Pflegehilfsmittel
98 Sonstige Pflegehilfsmittel
99 Verschiedenes

## Hilfsmittelpositionsnummern
Jedes Hilfsmittel im Hilfsmittelverzeichnis der GKV hat eine eindeutige Identifikationsnummer. Diese 10-stellige Nummer setzt sich aus "Produktgruppe" (2), "Anwendungsort" (2), "Untergruppe" (2), "Anwendungsart*" (1) und "Produkt" (3) zusammen. Die einzelnen Gruppen werden durch Punkte getrennt.
Zum Beispiel entspricht die Hilfsmittelpositionsnummer "18.46.05.0.001" dem "Elektrorollstuhl Compact 920".
- Für den Begriff "Anwendungsart" auf der 7. Stelle wird in den aktuellen Veröffentlichungen (Rehadat / GKV-Verzeichnis) der Begriff "Produktart" verwendet.

Aufbau einer Hilfsmittelpositionsnummer

## Aufnahmeverfahren
Grundsätzlich können nur Produkte aufgenommen werden, die die Qualitätsanforderungen der entsprechenden Produktgruppen erfüllen. Voraussetzung für die Aufnahme neuer Hilfsmittel in das Hilfsmittelverzeichnis ist, dass der Hersteller die Funktionstauglichkeit, Sicherheit, die indikationsbezogenen Anforderungen und den medizinischen Nutzen des Hilfsmittels  nachweist.

## Anlaufadresse
Gemäß § 139 SGB V ist der GKV-Spitzenverband (GKV-SV) der Krankenkassen für die Erstellung und Fortschreibung des Hilfsmittelverzeichnisses zuständig.
Wünscht ein Hersteller oder Vertreiber die Aufnahme eines Produktes in das Hilfsmittelverzeichnis, ist beim GKV-SV ein schriftlicher Antrag einzureichen. Hierzu stehen entsprechende, produktgruppenspezifische Antragsformulare zur Verfügung.
Der GKV-SV leitet die Anträge zwecks medizinischer und technischer Bewertung an den Medizinischen Dienst des Spitzenverbandes Bund der Krankenkassen e. V. (MDS) weiter.